# Колон, Катрин
Катрин Колон (собственное имя — Мари-Луиза Колон-Ремон, урожденная Мари-Луиза  Эмон; фр.  Catherine Colomb, Marie-Louise Colomb-Reymond,  Marie-Louise Aymond, 18 августа 1892, Сен-Пре, кантон Во – 13 ноября 1965, Прийи, кантон Во) – швейцарская писательница.

## Биография
Дочь винодела. В пятилетнем возрасте потеряла мать и росла у бабушки (по материнской линии). Получила классическое образование, готовила докторскую диссертацию, но не закончила её. Побывала в Германии, Англии, Париже. В 1921 вышла замуж за адвоката, родила двоих сыновей и надолго посвятила жизнь семье.  Писать начала тайком в том же 1921, первый роман опубликовала под псевдонимом Катрин Тиссо только в 1934. Её прозу высоко оценили Гюстав Ру  и Жан Полан.
Писательница всю жизнь прожила в кантоне Во, уклад старых семейств и природа которого составляет фон её прозы.

## Произведения
- Орел или решка / Pile ou face, Neuchâtel; Paris, V. Attinger, 1934
- Замки детства / Châteaux en enfance, Lausanne, Guilde du Livre, 1945 (переизд.: L'Age d'homme, 1993)
- Духи земли / Les Esprits de la terre, Lausanne, Rencontre, 1953 (переизд.: L'Age d'homme, 2002)
- Время ангелов / Le Temps des anges, Gallimard, 1962  (премия Рамбера[фр.]; переизд.: L'Age d'homme, 1993)
- La Valise, Lausanne, Age d'Homme, 1993
- Les Royaumes combattants, Lausanne, Age d'Homme, 1993
- Sans logis, Editions Zarafa, 1994

## Сводные издания
- Œuvres complètes, 3 volumes, Lausanne, L'Age d'homme, 1993

## Публикации на русском языке
- Колом К. Замки детства: Роман / Пер. с фр. И. Мельниковой. — М.: Мировая культура, 2011. — 256 с.
- Колом К. Духи земли / Пер. с фр. И. Мельниковой. — Тверь: KOLONNA Publications; Митин журнал, 2014. — 182 с.

## Признание
Литературная премия кантона Во (1956). С 1980-х годов проза Колон переводится на немецкий и итальянский языки. В 2008 в родном городе писательницы учреждена Ассоциация Катрин Колон.